# Chytonidia chloristis
Chytonidia chloristis är en fjärilsart som beskrevs av William Schaus 1914. Chytonidia chloristis ingår i släktet Chytonidia och familjen nattflyn. Inga underarter finns listade i Catalogue of Life.